# Demonoid (webbsida)
Demonoid är en webbsida och Bittorrent-tracker skapad av en anonym person känd endast under pseudonymen "Deimos" och "Zajson". 
Webbsidan indexerar torrentar som medlemmarna lagt upp. Det är den näst största offentliga trackern. Demonoids torrenttracker hade uppskattningsvis tre miljoner peers i september 2007. Sidan hade över 252 427 torrentar indexerade 3 maj 2009 (torrentar uppladdade före 4 augusti 2005 togs bort för att frigöra serverkraft).